# Saint-Romain-en-Gal
Saint-Romain-en-Gal település Franciaországban, Rhône megyében. Lakosainak száma 1990 fő (2022. január 1.). Saint-Romain-en-Gal Seyssuel, Vienne, Loire-sur-Rhône, Sainte-Colombe és Saint-Cyr-sur-le-Rhône községekkel határos.

## Népesség
A település népessége az elmúlt években az alábbi módon változott:
| Lakosok száma | 1718 | 1800 | 1963 | 1889 | 1934 | 1967 | 1972 | 1980 | 1990 |
|               | 2013 | 2015 | 2016 | 2017 | 2018 | 2019 | 2020 | 2021 | 2022 |